# Vacation
Pour les articles homonymes, voir Vacation (homonymie).
Une vacation est un service rendu par le vacataire, portant sur une durée très courte (session d'une durée inférieure à la journée, typiquement une heure). Par extension et abus de langage, on désigne également sous ces termes le salariat de courte durée (quelques jours, quelques semaines ou quelques mois), bien que la notion soit fort différente (voir ci-après). En France, le vacataire n'existe officiellement que dans la fonction publique,. Cependant, il est d'usage, chez les sapeurs-pompiers de nommer « vacations » les indemnités attribuées aux Sapeurs-Pompiers volontaires.

## Description
L'exemple le plus archétypique d'une vacation est la prestation d'un enquêteur effectuant une enquête à domicile : payé forfaitairement, il prend à sa charge tous les frais (transport, etc.) et le temps qu'il passera n'est pas fixé. D'où l'expression « être payé à la vacation ». Le vacataire peut être un travailleur indépendant, un salarié d'une entreprise privée, un étudiant.
Un vacataire (au sens strict) n'est pas un salarié de son donneur d'ordre, avec toutes les nombreuses différences que cela implique :
- le vacataire n'est pas subordonné, il peut exécuter la tâche convenue de la façon qui lui convient et il n'est pas susceptible de sanctions disciplinaires.
- n'étant pas salarié, il ne bénéficie normalement pas de l'assurance chômage ni de congés payés (sauf convention spécifique). De ce fait, l'État français exige que le vacataire cotise à une caisse d'assurance-maladie et de retraite par un autre biais (en étant salarié par ailleurs, en adoptant un régime de travailleur indépendant, etc.).

## Aux États-Unis
Une vacation (recess appointment en anglais) est le mandat impératif temporaire d'une personne désignée par le président des États-Unis ou par un haut-fonctionnaire fédéral (federal officer en anglais) pour effectuer une charge (office en anglais) d'administration publique, lorsque le Sénat américain est en vacances (entre deux mandatures ou entre deux sessions parlementaires).